# 杭州市萧山区第三高级中学
杭州市萧山区第三高级中学（原名：衙前中学）位于浙江省杭州市萧山区，创建于1955年，1956年8月开始招生。
2007年8月，学校从衙前凤凰山下迁至萧山城区新城路1478号新校址。学校占地243亩，建筑面积78000平方米。学校建有教学楼、科技图书馆、实验楼、体艺楼，学术报告厅、微格教室、电子阅览室、心理辅导室、学生食堂和宿舍、田径场和塑胶篮球场。萧山三中，是一所拥有76个教学班、近3600名学生、364名在编教工的现代化省一级重点中学。
学校采用扁平化、低重心、高效能的年级部管理体制，优化了管理结构，减少了管理层级，增强了管理合力，提高了管理效能。学校以教学为中心，坚守教学质量生命线，推进“功在课前”、“赢在课堂”、“成在习题”等关键性常规落实，并创立了“课堂45分钟分段式模块教学”，应用了“教为了学，教学生学”的理念与实践。近年来，高考重点上线人数实现了从200多人到300多人，从300多人到400多人，从400多人到600多人的三次重大跨越。特别是2014年、2015年、2016年文理科高考重点上线人数分别达到了640人、650人、649人（不含新疆班学生），比例达到67.4%，实现了三中历史的突破。
2010年8月，学校首次招收新疆班学生。2012年2月，区政府投入2500万元新建的新疆部用房启用。现新疆部已达到计划中16个班级的招生规模，学生620人。